# Rusłan Chakymow
Rusłan Chakymow (ukr. Руслан Хакимов; ur. 3 czerwca 1969) – ukraiński zapaśnik w stylu klasycznym. Olimpijczyk z Atlanty 1996, gdzie zajął czwarte miejsce w kategorii 57 kg. Piąty w mistrzostwach świata w 1995. Zdobył dwa medale na Mistrzostwach Europy, złoty w 1995. Drugi w Pucharze Świata w 1994 roku.